# Nilsiä
Nilsiä is een voormalige gemeente en stad in het Finse landschap Pohjois-Savo. De gemeente had een oppervlakte van 709 km² en telde 6677 inwoners in 2003.
Sinds 2013 maakt Nilsiä deel uit van de stad Kuopio.

## Geboren
- Ville Kyrönen (1891-1959), atleet

## Galerij

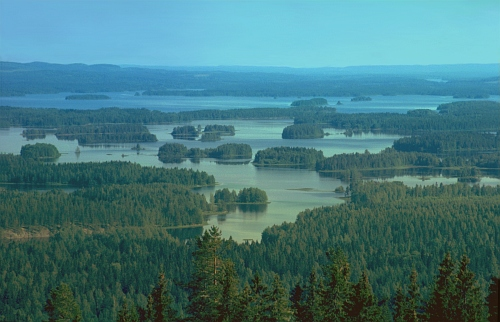
Het meer Syväri in Nilsiä
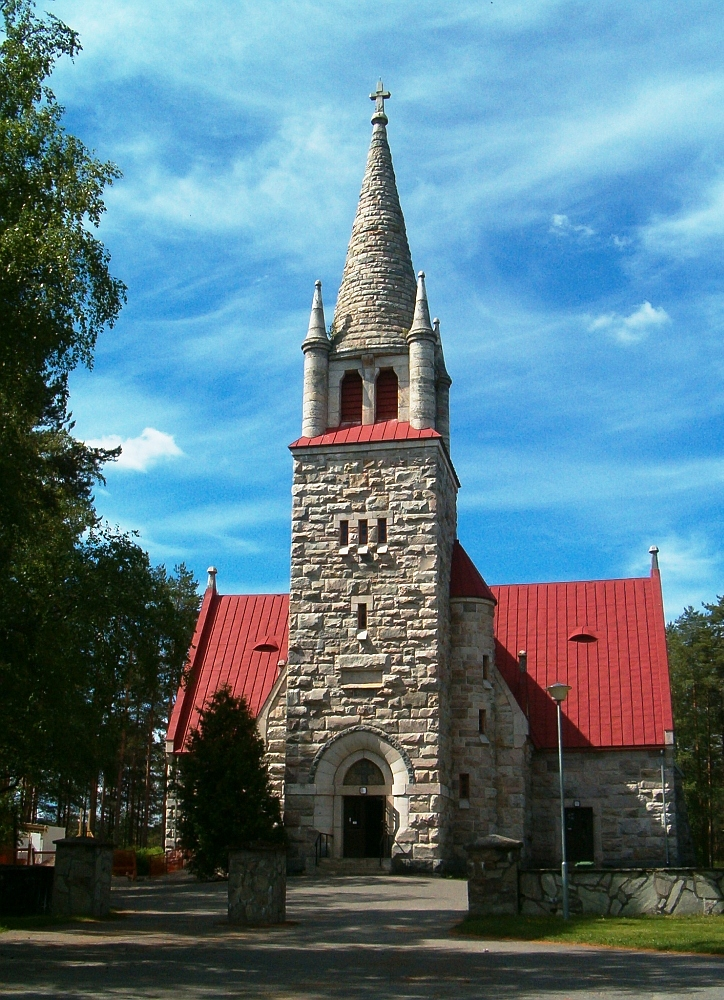
De kerk van Nilsiä

Iisalmi · Joroinen · Kaavi · Keitele · Kiuruvesi · Kuopio · Lapinlahti · Leppävirta · Pielavesi · Rautalampi · Rautavaara · Siilinjärvi · Sonkajärvi · Suonenjoki · Tervo · Tuusniemi · Varkaus · Vesanto · Vieremä
Voormalige gemeenten:
Iisalmen maalaiskunta · Juankoski · Karttula · Kuopion maalaiskunta · Maaninka · Muuruvesi · Nilsiä · Riistavesi · Säyneinen · Varpaisjärvi · Vehmersalmi